# FC La Chapelle-des-Marais
Câu lạc bộ bóng đá de La Chapelle-des-Marais là một câu lạc bộ bóng đá Pháp được thành lập vào năm 1989. Đội có trụ sở tại thị trấn La Chapelle-des-Marais, Loire-Atlantique và sân vận động của họ là Stade Municipal de la Perriere. Kể từ mùa giải 2009–10, đội chơi ở Championnat de France amateur 2 bảng H.
Câu lạc bộ từng lọt vào vòng 1/8 của 1998-99 Coupe de France.